# Luelmo
Luelmo és un municipi de la província de Zamora a la comunitat autònoma de Castella i Lleó. Limita amb Moralina al nord i Moral de Sayago, Fresnadillo, Bermillo de Sayago, i Gamones.

## Demografia
| 1991 | 1996 | 2001 | 2004 |
| ---- | ---- | ---- | ---- |
| 298  | 280  | 239  | 228  |